# Emmanuel Wilmer
Emmanuel Wilmer, conocido popularmente como Dread Wilme, fue un criminal y anarquista haitiano muerto en un ataque armado de las Naciones Unidas a Cité Soleil que mató a decenas de personas. El ataque fue liderado por el general brasileño Augusto Heleno y fue realizado por el COMANF el 6 de julio de 2005. Cité Soleil, el lugar donde la acción ocurrió, fue ampliamente gobernada por pandillas apoyadas por Aristide afiliadas al Fanmi Lavalas que monitorean visitantes vía dos carreteras que accede a la favela.

## Contexto
En febrero de 2004, bajo presión del gobierno de Estados Unidos y agitación local, el primer ministro Aristide renunció. Grandes porciones de Cité Soleil, una favela en gran parte sin servicios del gobierno, infraestructura hídrica o presencia policial, eran políticamente leales a Aristide. Las pandillas afiliadas a Fanmi Lavalas, de las que Wilmer era un líder, y los grupos paramilitares anti-Aristide comenzaron a aumentar la violencia en respuesta al gobierno del nuevo primer ministro interino Gerard Latortue. El territorio de los grupos paramilitares anti-Aristide estaba ubicado en una zona de Cité Soleil conocida como Boston, apoyada por un líder conocido como Labaniere. Más que una guerra política, las pandillas también estaban luchando por las drogas, terreno y otras actividades ilegales.
Los residentes que intentaban atravesar de un terreno a otro sin la aprobación previa de las pandillas fueron apuntados por guerrilleros por miedo a ser informantes. El único hospital en el área fue cerrado después de que un diplomático francés que visitaba el hospital fue capturado en un combate armado contra una banda aliada de Wilmer y fue rescatado de las instalaciones por las Fuerzas Especiales de la Infantería de Marina de Brasil. Una fuente del wikileaks reveló que la elite empresarial de Haití, alineada con el nuevo gobierno, estaba armando a las fuerzas policiales de forma privada tras la transferencia en febrero de 2004 para proteger sus intereses comerciales en el país.
Thomas Robenson, también conocido como Labaniere, era anteriormente miembro del partido Aristide-Lavalas, pero se unió a las fuerzas privadas en la protección de las zonas comerciales tras la transferencia del poder en febrero. El 30 de marzo de 2005, Labaniere fue asesinado por un grupo apoyado por Wilmer. Después de la muerte de Labaniere, las tropas de la ONU tenían dificultad en discernir a los moradores de Cité Soleil de los miembros de la oposición del gobierno. El 6 de julio de 2005, el ataque de la ONU comenzó.

## Controversia
La Red de Liderazgo de Abogados haitianos pro-Aristide llamó a Wilmer de líder comunitario y mártir. Es reivindicado por la MINUSTAH y por los defensores del golpe de 2004 que Wilmer era un guerrillero; sin embargo, esa caracterización es cuestionada por los partidarios del presidente haitiano depuesto Jean-Bertrand Aristide y otros. La prensa local y de izquierda caracterizó a Wilmer como un combatiente de la libertad defendiendo su territorio de invasores extranjeros. Esta prensa elevó a Wilmer al mismo estado de Charlemagne Pèralte y Kapwa Lamò. El 17 de octubre de 2005, unos meses después de la muerte de Wilmer, el pueblo de Cité Soleil renombró una sección de la Ruta 9 como "Dread Wilme Boulevard".